# Kate McNeil
Kate McNeil é uma atriz estadunidense, nascida na Filadélfia, e mais conhecida por seu trabalho em séries de televisão como Bodies of Evidence, WIOU, As the World Turns e The Love Boat: The Next Wave.

## Filmografia

### Televisão
- 2005 Bones como Audrey Schilling
- 2005 Veronica Mars como Betina Casablancas
- 2005 Enterprise como Cmdt. Collins
- 2005 Cold Case como Beth Adams
- 2004 Without a Trace como Marian Costello
- 2004 NCIS como Cmdt. Margret Green
- 2003 American Dreams como Sra. Mason
- 2002 Touched by an Angel como Sarah
- 2001 ER como Sra. Pendry
- 2001 CSI: Crime Scene Investigation como Sharon Woodbury
- 2001 Family Law como Jenny
- 2000 Nash Bridges como Rose Torry
- 2000 The X-Files como Nan Wieder
- 1999 Ally McBeal como Marianne Harper
- 1999 The Love Boat: The Next Wave como Pat Kennedy
- 1997 Promised Land como Laura Dunbar
- 1996 Diagnosis Murders como Jennifer Stratton
- 1994 Babylon 5 como Janice Rosen
- 1993 Murder, She Wrote como Carrie Palmer
- 1993 Bodies of Evidence como Det. Nora Houghton
- 1993 Quantum Leap como Olivia Barrett Covington
- 1991 Dear John como Carol
- 1991 WIOU como Taylor Young
- 1990 Anything But Love como Gail
- 1990 Midnight Caller como Rev. Summer
- 1989 Designing Women como Libby
- 1987 Amazing Stories como Patty O'Neil
- 1985 Kane & Abel como Florentyna Rosnovski
- 1984 As the World Turns como Karen Haines Stenbeck Dixon

### Cinema
- 2002 Until Morning como Gillian Scott
- 2001 Glitter como Karen Diana
- 2001 The Caveman's Valentine como Betty
- 1997 Shadow Dancer como Det. Frances Hayes
- 1995 Sudden Death como Kathi
- 1994 I'll Do Anything como Stacy
- 1988 Monkey Shines como Melanie Parker
- 1982 Beach House como Cindy